# القوات المسلحة التشيلية
القوات المُسَلَحةْ التشيلية وهي القوات الرسمية التي تحمي دولة تشيلي والقائد الأعلى لهذه القوات هو رئيس الجمهورية التشيلي وتتألف هذه القوات من القوات البرية التشيلية والقوات البحرية التشيلية والقوات الجوية التشيلية، من الحروب التي خاضتها هذهِ القوات هي حرب المحيط الهادئ (1879-1884) ويبلغ تعداد هذه القوات حالياً حوالي 45 ألف جندي، والدول الداعمة لهذهِ القوات هي ألمانيا وهولندا وسويسرا وإسرائيل وفرنسا وإسبانيا.